# Taux d'imposition mondial minimum
 (mai 2023).

Signataires du plan de l'OCDE pour un taux minimum de 15 %
Signataires initiaux
Signataires subséquents
Non-signataires
Retirés
Pas membres du cadre inclusif de l'OCDE (ne peuvent pas signer)

Le taux minimum global d'imposition des sociétés, ou simplement l'impôt minimum global, est un taux minimum d'imposition sur le revenu des sociétés convenu à l'échelle internationale. Il a et accepté par les juridictions individuelles signataires du ainsi nommé « cadre inclusif » de l'OCDE, mais pas encore mis en place. Chaque pays serait éligible à une part des revenus générés par l'impôt. L'objectif est de réduire la concurrence fiscale entre les pays et de dissuader les entreprises multinationales (EMN) de transférer leurs bénéfices à des fins d'évasion fiscale.
Le 8 octobre 2021, un accord est trouvé entre 136 pays de l'OCDE pour un impôt mondial sur les multinationales fixé à 15 %. L'accord ne devrait toutefois pas entrer en vigueur avant au moins 2024.
Au 14 mars 2025, l'accord n'est toujours pas ratifié par le Congrès des États-Unis.